# 大宮一仁
大宮一仁（おおみや かずひと、1982年 - ）は、日本の男性アニメ監督、アニメーター、キャラクターデザイナー、アニメ演出家。DLE所属。茨城県出身。
バンタン電影アニメマンガ学院卒業。2008年に亜細亜堂に入社し原画を担当した後、2010年よりDLEに所属。

## 参加作品
2008年
- イナズマイレブン（動画）

2009年
- クプ〜!!まめゴマ!（動画）
- たまごっち!（原画）

2010年
- 忍たま乱太郎（原画）
- おまえうまそうだな（動画）

2011年
- ほんとにあった!霊媒先生（作画）
- だぶるじぇい（作画）

2013年
- みにヴぁん（作画）
- ガラスの仮面ですがZ（脚本・コンテ・作画）
- イチジョウマン7（演出）
- ANISAVA（作画監督）

2014年
- おにくだいすき! ゼウシくん（-2015年、監督・キャラクターデザイン）

2014年-
- かなかなかぞく（監督・キャラクターデザイン）

2015年
- ぱんきす!2次元（キャラクターデザイン・監修）
- いとしのムーコ（絵コンテ・演出）

2016年
- サブイボマスク（アニメーション監督）
- やさ村やさしのやさしい世界（監督）

2017年
- 超・少年探偵団NEO（監督・シリーズ構成・キャラクターデザイン）

2019年
- えいが うちの3姉妹（監督）

2021年
- Obey Me!（アニメーション監督）

2022年
- ヒューマンバグ大学 -不死学部不幸学科-（絵コンテ・演出）

2024年
- 夜桜さんちの大作戦（演出）